# Sabin
Sabin je moško osebno ime.

## Izvor imena
Ime Sabin je različica ženskega osebnega imena Sabina.

## Pogostost imena
Po podatkih Statističnega urada Republike Slovenije je bilo na dan 31. decembra 2007 v Sloveniji število moških oseb z imenom Sabin: 13.

## Osebni praznik
V koledarju je ime Sabin zapisano 9. februarja (Sabin, škof, † 9. feb. 566) in 11. decembra (Sabin, škof, † 11. dec. ?)